# ガル
ガル（英: gal、記号：Gal）は、CGS単位系における加速度の単位である。gal という名称はガリレオ・ガリレイ (Galileo Galilei)にちなむ。
国際単位系においては認められていない非SI単位である。ただし、日本の計量法は地震動などの計量に限定してその使用を認めている。
1 Gal = 0.01 m/s2 = 1 cm/s2  である。

## 定義
国際単位系 (SI)における加速度のSI単位はメートル毎秒毎秒 (m/s2)である。一方、ガル (Gal)は計量法などにおいて「メートル毎秒毎秒の百分の一」と定義されている。すなわち、ガルはCGS単位の一つであり、非SI単位である。
1 Gal = {\displaystyle {\frac {1}{100}}}m/s2 = 1 cm/s2
である。

## 単位記号
ガルの単位記号は、立体の「Gal」である。ガリレオ・ガリレイ (Galileo Galilei)の人名にちなむので、最初の文字は大文字である。ガルの1/1000 であるミリガルの単位記号は、「mGal」である。
地球物理学などにおける高精度の重力測定では、マイクロガル（μGal）のオーダー、時にそれ以下の精度で計測を行う。

## 使用
加速度のSI単位は、前述のようにメートル毎秒毎秒 (m/s2)であるが、地震に関連する分野においては、CGS単位系に属するガルがよく用いられる。このため、計量法はその第5条第2項において特殊の計量に用いる計量単位として、「重力加速度又は地震に係る振動加速度の計量」に限定してガル(Gal)および1000分の1のミリガル(mGal)の使用を認めており、キロガルやマイクロガルの使用は計量法上いかなる場合にも認められない。
地球表面における重力加速度、すなわち地球の重力の目安となる標準重力は、9.80665 m/s2 =  980.665 Galと定められている。このことは、たとえば981ガルを越える加速度の振動がもしも鉛直方向に加わったならば、床にしっかり固定されていない物体はその質量が如何に大きくても床から離れて宙に浮いてしまうことを意味する。
地上においては、緯度や標高による重力の差異が数ガル程度、地下構造の違いに起因する重力異常による差異が数ミリガル程度ある。そしてそれより小さなオーダーで変動がみられ、地球潮汐による変動が数百マイクロガル、地殻変動、地下水やマグマの移動などによって検出される変動が数十マイクロガルから数マイクロガル以下の値をとる。
自然現象としては地震による表面最大加速度(PGA)に大きな値が生じうる。1995年の兵庫県南部地震では891ガルを、2011年の東北地方太平洋沖地震で震度7を観測した宮城県栗原市では2,934ガルを、2016年の熊本地震で震度7を観測した熊本県益城町では1,580ガルを、2024年の能登半島地震で震度7を観測した石川県志賀町では2,828ガルを、それぞれ記録した。
地震による観測史上最大の値は、岩手・宮城内陸地震（2008年6月14日）の際に岩手県一関市厳美町祭畤（まつるべ）で観測された4,022ガルであり、これは「地震時に記録された最大加速度」としてギネス世界記録に認定されている。
| 発生日         | 地震の名称                | 規模 | 観測地点           | 計測震度 | 最大加速度 (3成分合成) |
| -------------- | ------------------------- | ---- | ------------------ | -------- | ---------------------- |
| 1993年1月15日  | 釧路沖地震                | M7.5 | 北海道釧路市       |          | 1040.6ガル             |
| 1994年12月28日 | 三陸はるか沖地震          | M7.6 | 青森県八戸市       |          | 673.5ガル              |
| 1995年1月17日  | 兵庫県南部地震            | M7.3 | 兵庫県神戸市中央区 | 6.4      | 891.0ガル              |
| 2003年5月26日  | 三陸南地震                | M7.1 | 岩手県大船渡市     | 5.8      | 1106.8ガル             |
| 2003年5月26日  | 三陸南地震                | M7.1 | 宮城県石巻市       | 5.5      | 971.7ガル              |
| 2003年7月26日  | 宮城県北部地震 (前震)     | M5.6 | 宮城県鳴瀬町       | 5.9      | 2037.1ガル             |
| 2003年7月26日  | 宮城県北部地震 (本震)     | M6.4 | 宮城県矢本町       | 6.2      | 1609.4ガル             |
| 2004年10月23日 | 新潟県中越地震 (本震)     | M6.8 | 新潟県川口町       | 6.5      | 1722.0ガル             |
| 2004年10月23日 | 新潟県中越地震 (最大余震) | M6.5 | 新潟県川口町       | 6.2      | 2515.4ガル             |
| 2008年6月14日  | 岩手・宮城内陸地震        | M7.2 | 岩手県一関市       | 6.3      | 4022ガル               |
| 2011年3月11日  | 東北地方太平洋沖地震      | M9.0 | 宮城県栗原市       | 6.6      | 2933.7ガル             |
| 2011年3月11日  | 東北地方太平洋沖地震      | M9.0 | 茨城県鉾田市       | 6.4      | 1761.5ガル             |
| 2011年3月12日  | 長野県北部地震            | M6.7 | 長野県栄村         | 6.4      | 1250.9ガル             |
| 2011年4月11日  | 福島県浜通り地震          | M7.0 | 福島県中島村       | 5.8      | 2071.7ガル             |
| 2016年4月14日  | 熊本地震 (前震)           | M6.5 | 熊本県益城町       | 6.4      | 1580ガル               |
| 2016年4月16日  | 熊本地震 (本震)           | M7.3 | 熊本県益城町       | 6.5      | 1362ガル               |
| 2016年4月16日  | 熊本地震 (本震)           | M7.3 | 熊本県大津町       | 6.1      | 1791.3ガル             |
| 2016年10月21日 | 鳥取県中部地震            | M6.6 | 鳥取県倉吉市       | 5.8      | 1494ガル               |
| 2018年6月18日  | 大阪府北部地震            | M6.1 | 大阪府枚方市       | 5.6      | 900.4ガル              |
| 2018年9月6日   | 北海道胆振東部地震        | M6.7 | 北海道厚真町       | 6.5      | 967.3ガル              |
| 2018年9月6日   | 北海道胆振東部地震        | M6.7 | 北海道安平町       | 6.7      | 1505ガル               |
| 2024年1月1日   | 能登半島地震              | M7.6 | 石川県志賀町       | 6.6      | 2825.8ガル             |

## 符号位置
| 記号 | Unicode | JIS X 0213 | 文字参照          | 名称 |
| ---- | ------- | ---------- | ----------------- | ---- |
| ㏿   | U+33FF  | -          | &#x33FF; &#13311; | ガル |

Unicodeには、ガルを表す上記の文字が収録されている。これはCJK互換用文字であり、既存の文字コードに対する後方互換性のために収録されているものであるので、使用は推奨されない。